# Moradabad (distrikt)
Moradabad är ett distrikt i den indiska delstaten Uttar Pradesh, och har 3 810 983 invånare (2001) på en yta av 3 646,5 km². Detta gör en befolkningsdensitet på 1 045,11 inv/lm². Den administrativa huvudorten är staden Moradabad. De dominerande religionerna är Hinduism (53,84 %) och Islam (45,54 %).

## Administrativ indelning
Distriktet är indelat i fem kommunliknande områden, tehsils:
- Bilari, Chandausi, Moradabad, Sambhal, Thakurdwara

## Städer
Distriktets städer är huvudorten Moradabad samt Bahjoi, Bhojpur Dharampur, Bilari, Chandausi, Kānth, Kundarki, Narauli, Rustamnagar Sahaspur, Sambhal, Sirsi, Thakurdwara, Umri Kalan
Urbaniseringsgraden låg på 30,54 procent år 2001.